# العصر الحجري الحديث تحت مطير
تحت مطير العصر الحجري الحديث أو مرحلة الهولوسين الرطبة هو حقبة ممتدة (من حوالي 7500-7000 قبل الميلاد إلى حوالي 3500-3000 قبل الميلاد) من الحالة الممطرة والرطبة في تاريخ المناخ في شمال إفريقيا. وقد سبقتها وتلتها فترات أكثر جفافا.
كانت تحت مطير العصر الحجري الحديث هي أحدث حقبة من «الصحراء الكبرى الخضراء» أو «الصحراء الكبرى الرطبة»، كانت منطقة الصحراء الكبرى خلالها أكثر رطوبة بكثير ودعمت الكائنات الحية والوجود البشري أكثر من صحراء الوقت الحاضر.

## نطاقات زمنية
بدأ تحت مطير العصر الحجري الحديث خلال الألفية السابعة قبل الميلاد وكان قويا لحوالي 2000 سنة؛ تضاءل مع مرور الوقت وانتهى بعد حدث 5.9 كيلويار (3900 قبل الميلاد). حيث عادت الظروف الأكثر جفافا التي سادت قبل تحت مطير العصر الحجري الحديث؛ تصاعد التصحر، تشكلت الصحراء الكبرى (أو أعيد تشكيلها). واستمرت الظروف القاحلة حتى يومنا هذا.

## جغرافيا وهيدروغرافيا
خلال تحت مطير العصر الحجري الحديث، كانت ملامح مساحات كبيرة من شمال ووسط وشرق إفريقيا الهيدروغرافية تختلف اختلافا كبيرا عن المعايير اللاحقة. وكانت البحيرات القائمة ترتفع عن عشرات الأمتار اليوم، وأحيانا مع تصريف بديلة: بحيرة توركانا، في كينيا الحالية، تصب في حوض نهر النيل. وصلت بحيرة تشاد إلى 400 ألف كيلومتر مربع من المساحة السطحية كحد أقصى، أكبر من بحر قزوين الحديث، ويبلغ مستوى سطحها حوالي 30 مترا (100 قدم) أعلى من متوسطها في القرن العشرين. بعض البحيرات الضحلة وأنظمة النهر موجودة في عصر تحت الطوفان التي اختفت في وقت لاحق تماما، ويمكن اكتشافها اليوم فقط عن طريق الرادار وصور الأقمار الصناعية.
يقال إن الحدث قد انتهى بسرعة في بعض الأماكن وببطء في غيرها. قد تفسر التغذية المرتدة المحلية بين الغطاء النباتي والغلاف الجوي التباين في السجلات لكن عوامل الإزالة الأولية غير معروفة لأنها تبدو سريعة في بعض المناطق، وهي خارج المرحلة مع تغير المدار المداري. ويرتبط إدخال الحيوانات المستأنسة في العديد من الأماكن بتغير سريع من الغطاء النباتي إلى الأراضي العشبية إلى الأراضي الشجرية، ويفترض أن البشر الحجري الحديث قد يكون لهم دور في تجريد الغطاء النباتي من المناظر الطبيعية، مما أدى إلى آثار متتالية على النظام الإيكولوجي والمناخ.

## إيكولوجية

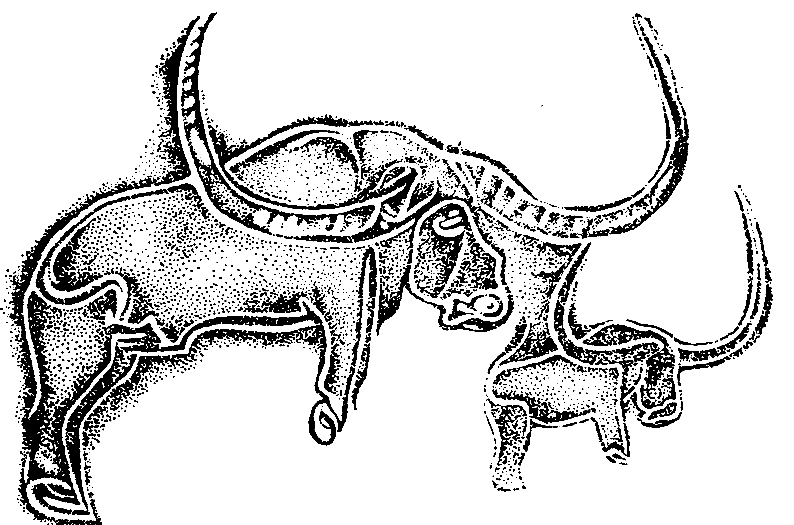
تمثيل محفور لبوبالوس العتيق في الصحراء

تتمتع شمال إفريقيا بمناخ خصب خلال العصر تحت المطير؛ فإن ما يعرف الآن بالصحراء يدعم نوعا من السافانا من النظام الإيكولوجي، مع الفيل والزرافة وغيرها من المراعى والغابات التي هي الآن نموذجية لمنطقة الساحل جنوب الصحراء، جنبا إلى جنب مع بعض الحيوانات المليئة المنقرضة الآن مثل سيفاثيريوم وبيلوروفيس. ووصف المؤرخ والإفريقي رولاند أوليفر المشهد على النحو التالي:
في مرتفعات مركز الصحراء الكبرى الواقعة خارج الصحراء الليبية... في الكتلة الكبيرة من التبتي والحجار، تم تغطية قمم الجبال اليوم، صخرة عارية، في هذه الفترة بغابات من البلوط والجوز والجير، ألدر، أيضا، الدردار. المنحدرات السفلى، جنبا إلى جنب مع المنحدرات الداعمة - تاسيلي وأكاكوس إلى الشمال، إنيدي والهواء إلى الجنوب - حملت الزيتون والعرعر وحلب الصنوبر. في الوديان، تتدفق الأنهار المتدفقة باستمرار مع الأسماك وتحدها المراعي التي تحمل البذور.

## ثقافات
أدت ظروف الخصوبة والاعتدال خلال عصر تحت مطير العصر الحجري الحديث إلى زيادة المستوطنة البشرية لوادي النيل في مصر، فضلا عن مجتمعات العصر الحجري الحديث في السودان وفي جميع أنحاء الصحراء الكبرى الحالية. ازدهرت الثقافات المنتجة للفن الصخري (وخاصة في طاسيلي ناجر في جنوب شرق الجزائر) خلال هذه الفترة.
وقد اتخذت النتيجة العملة لهذه التغيرات في شكل زيادة وفرة الأسماك والطيور المائية ورخويات المياه العذبة والقوارض وأفراس النهر والتماسيح. وقد استغلت ثروات هذه الكتلة الحيوية المائية المتزايدة من قبل البشر عن طريق الطوافات والقوارب والسدود والفخاخ والأرانب والشبكات والخطافات والخطوط والمغاسل. وطريقة حياة «النهر» هذه قد دعمت مجتمعات أكبر بكثير من تلك التي يمكن أن تتبعها نطاقات الصيد التقليدية. هذه التغيرات، إلى جانب التنمية المحلية لصناعة الفخار (حيث يمكن للسوائل أن تخزن وتسخن على حد سواء) أدى إلى «ثورة الطهي» تتألف من الحساء، يخنة السمك والعصيدة.
الحساب الكلاسيكي لنمط الحياة المشاطئة لهذه الفترة يأتي من التحقيقات في السودان خلال الحرب العالمية الثانية من قبل عالم الآثار البريطاني أنتوني أركيل. وصف تقرير أركيل مستوطنة العصر الحجري المتأخر على ضفة رملية من النيل الأزرق الذي كان عندئذ حوالي 12 قدما (3.7 متر) أعلى من مرحلة الفيضانات الحالية. كان الريف عبارة عن سافانا، وليس صحراء كما في الوقت الحاضر، كما يتضح من عظام الأنواع الأكثر شيوعا الموجودة في الميدنز — الظباء، التي تتطلب مساحات كبيرة من الأعشاب الحاملة للبذور. هؤلاء الناس ربما عاشوا أساسا على الأسماك، مع ذلك، استنادا إلى مجموع الأدلة، هطول الأمطار في ذلك الوقت كان على الأقل ثلاث مرات من اليوم. وتشير الخصائص الفيزيائية المستمدة من بقايا الهيكل العظمي إلى أن هؤلاء الناس كانوا مرتبطين بالشعوب النيلية الحديثة، مثل النوير والدينكا.
في الستينيات من القرن العشرين، قام عالم الآثار غابرييل كامبس بالتحقيق في بقايا مجتمع للصيد والصيد يرجع تاريخه إلى حوالي 6700 قبل الميلاد في جنوب الجزائر. وكان هؤلاء الناس في صناعة الفخار («الخط المتموج» مرة أخرى) السود الإفريقي بدلا من البحر الأبيض المتوسط في الأصل و (وفقا للمخيمات) دليل على علامات محددة للزراعة المتعمدة لمحاصيل الحبوب بدلا من مجرد جمع الحبوب البرية. [12] وقد أظهرت الدراسات اللاحقة في الموقع أن الثقافة هي الصيادون وليسوا من الزراعيين، لأن جميع الحبوب كانت برية شكليا، ولم يكن المجتمع مستقرا.
تم العثور على بقايا بشرية من قبل علماء الآثار في عام 2000 في موقع يعرف باسم غوبيرو في صحراء تينير في شمال شرق النيجر. [13] [14] يجد غوبيرو سجلا فريدا من السكن البشري ويسمى الآن كيفيان (7,700-6,200 قبل الميلاد) والثقافات تينيريان (5,200-2,500 قبل الميلاد).
توجد في منطقة بحيرة توركانا في فصول غير مؤكدة. وبحلول عام 3000 قبل الميلاد، لا يبدو أن حوض توركانا كان مأخوذا بالهاربون والمستخدمين الفخاريين المتموجين، ولكن لا يزال جزءا هاما من غذاء الشعوب في أواخر العصر الهولوسيني.